# Kædedans
Kædedansen er en gammel nordisk dans. Den danses endnu i dag på Færøerne, kaldet færøsk kædedans og i Island. Også i Danmark findes der i nutiden folkedansere, som danser kædedans. 
I middelalderen var kædedans den mest udbredte dans i Europa, og indtil for ca. hundrede år siden dansede man i Danmark kædedans til skæmte- og folkeviser.
Der danses til såvel musik som sang, og begge dele samtidigt. De sidste kædedansetrin i ubrudt tradition blev trådt til skæmteviser i begyndelsen af 1900-tallet på Mandø nord for Rømø. Man dansede ved bryllupper i en lang kæde, med musikken i spidsen, hen til nabogården, ud og ind af alle rummene, og tilbage igen til bryllupsgården – med de samme grundtrin som vi kender fra bl.a. fra den færøske kædedans. 